# 2018년 동계 올림픽 바이애슬론 예선
다음은 2018년 동계 올림픽 바이애슬론 종목 출전 예선에 관한 규칙과 출전권 배정 현황에 관한 것이다.

## 쿼터 배정
이번 대회에서는 남녀 115명씩 총 230명의 선수에게 출전권 쿼터가 배정된다. 처음 218쿼터는 2016-17 바이애슬론 월드컵 시즌 기간 동안 개인, 스프린트, 계주 경기에서 최상위 선수 3명의 네이션컵 점수를 합산한 결과에 따라 배정한다. 나머지 12쿼터는 2017-18 바이애슬론 월드컵 시즌에서 아직 선수 출전권을 따지 못한 국가들에 한하여 돌아가며 한 국가당 최대 2쿼터까지 배정할 수 있다.
또 올림픽 대회에 출전하는 선수는 다음과 같은 조건을 충족하여야 한다.
- 2016/17, 2017/18시즌 바이애슬론 월드컵 기간에 국제바이애슬론연맹 (IBU) 컵·오픈 유럽 선수권대회·세계선수권대회·월드컵 대회 중 적어도 두 대회의 스프린트 혹은 개인전에서 최단시간 기록 3개의 평균이 상위 20% 이내에 들어야 한다.
- 주니어 세계 선수권대회에서 상위 50% 이내에 두 번 들어야 한다.
- 두 가지 조건 중 하나만 충족시켜도 되고, 두 가지 모두 충족시켜도 된다. 계주 선수들의 경우에도 물론 이들 조건을 충족해야 한다.

2016-17시즌에서 1위부터 5위까지 차지한 국가에는 선수 6명, 6위부터 20위까지는 5명, 21위와 22위는 2명의 출전권을 남녀 종목에 각각 부여받는다. 그런 뒤 남은 나머지 남녀 여섯 명 출전권은 2017-18시즌 IBU 출전점수 랭킹에서 아직 출전권을 부여받지 못한 국가들에 한해, 최대 두개까지 배정하여 메꾼다. 이밖에도 개최국은 남녀 계주경기에 참가할 시 선수를 추가로 출전시킬 수 있다. 그럼에도 부득이하게 남은 출전권이 있다면 더 이상 배정되지 않고 그대로 사라진다.

## 출전권 배정 현황
| 국가        | 남자 | 여자 | 총합 |
| ----------- | ---- | ---- | ---- |
| 오스트리아  | 6    | 5    | 11   |
| 벨기에      | 2    | 0    | 2    |
| 벨라루스    | 5    | 5    | 10   |
| 불가리아    | 5    | 5    | 10   |
| 캐나다      | 5    | 5    | 10   |
| 체코        | 5    | 6    | 11   |
| 에스토니아  | 5    | 1    | 6    |
| 핀란드      | 5    | 5    | 10   |
| 프랑스      | 6    | 6    | 12   |
| 독일        | 6    | 6    | 12   |
| 영국        | 0    | 1    | 1    |
| 이탈리아    | 5    | 6    | 11   |
| 일본        | 1    | 5    | 6    |
| 카자흐스탄  | 5    | 5    | 10   |
| 라트비아    | 2    | 1    | 3    |
| 리투아니아  | 2    | 2    | 4    |
| 노르웨이    | 6    | 5    | 11   |
| 폴란드      | 2    | 5    | 7    |
| 루마니아    | 5    | 1    | 6    |
| 러시아 출신 | 6    | 5    | 11   |
| 슬로바키아  | 5    | 5    | 10   |
| 슬로베니아  | 5    | 2    | 7    |
| 대한민국    | 1    | 5    | 6    |
| 스웨덴      | 5    | 5    | 10   |
| 스위스      | 5    | 5    | 10   |
| 우크라이나  | 5    | 6    | 11   |
| 미국        | 5    | 5    | 10   |
| 총 27개국   |      |      |      |

## 상세 랭킹
|  | 6명 배정        |
|  | 5명 배정        |
|  | 2명 배정        |
|  | 와일드카드 배정 |

| 순위 | 국가           | 2016–2017 네이션컵 점수 |
| ---- | -------------- | ----------------------- |
| 1    | 독일           | 7448                    |
| 2    | 프랑스         | 7416                    |
| 3    | 러시아 출신    | 7192                    |
| 4    | 노르웨이       | 7181                    |
| 5    | 오스트리아     | 6926                    |
| 6    | 우크라이나     | 6270                    |
| 7    | 체코           | 6223                    |
| 8    | 이탈리아       | 5556                    |
| 9    | 스위스         | 5395                    |
| 10   | 미국           | 5290                    |
| 11   | 불가리아       | 5098                    |
| 12   | 스웨덴         | 4885                    |
| 13   | 캐나다         | 4625                    |
| 14   | 벨라루스       | 4483                    |
| 15   | 카자흐스탄     | 4322                    |
| 16   | 슬로바키아     | 4203                    |
| 17   | 슬로베니아     | 4069                    |
| 18   | 루마니아       | 3408                    |
| 19   | 에스토니아     | 3393                    |
| 20   | 핀란드         | 3202                    |
| 21   | 라트비아       | 3152                    |
| 22   | 리투아니아     | 2988                    |
| 23   | 폴란드         | 2739                    |
| 24   | 일본           | 2586                    |
| 25   | 대한민국       | 1715                    |
| 26   | 벨기에         | 1242                    |
| 27   | 영국           | 492                     |
| 28   | 크로아티아     | 467                     |
| 29   | 세르비아       | 162                     |
| 30   | 그리스         | 161                     |
| 31   | 헝가리         | 70                      |
| 32   | 오스트레일리아 | 47                      |

| 순위 | 국가                  | 2016–2017 네이션컵 점수 |
| ---- | --------------------- | ----------------------- |
| 1    | 독일                  | 7951                    |
| 2    | 프랑스                | 7646                    |
| 3    | 우크라이나            | 6605                    |
| 4    | 체코                  | 6547                    |
| 5    | 이탈리아              | 6481                    |
| 6    | 노르웨이              | 6265                    |
| 7    | 러시아 출신           | 6139                    |
| 8    | 스웨덴                | 6034                    |
| 9    | 벨라루스              | 5683                    |
| 10   | 카자흐스탄            | 5193                    |
| 11   | 스위스                | 5101                    |
| 12   | 폴란드                | 5035                    |
| 13   | 오스트리아            | 4954                    |
| 14   | 미국                  | 4743                    |
| 15   | 캐나다                | 4619                    |
| 15   | 핀란드                | 4619                    |
| 17   | 슬로바키아            | 4498                    |
| 18   | 일본                  | 3608                    |
| 19   | 불가리아              | 3142                    |
| 20   | 대한민국              | 3051                    |
| 21   | 슬로베니아            | 2969                    |
| 22   | 리투아니아            | 2737                    |
| 23   | 에스토니아            | 2692                    |
| 24   | 루마니아              | 2086                    |
| 25   | 중화인민공화국        | 1584                    |
| 26   | 라트비아              | 1228                    |
| 27   | 영국                  | 642                     |
| 28   | 스페인                | 459                     |
| 29   | 헝가리                | 339                     |
| 30   | 보스니아 헤르체고비나 | 144                     |
| 31   | 몰도바                | 104                     |
| 32   | 그리스                | 64                      |

- 쿼터에 상관없이 올림픽 한 경기에 출전할 수 있는 선수는 한 국가당 4명까지로 제한되어 있다는 점에 유의할 것.